# فورنالوكس
بلدية فورنالوكس (بالإسبانية: Fornalutx) هي بلدية تقع في منطقة جزر البليار شرق إسبانيا.

## الديموغرافيا
بلغ عدد سكان بلدية فورنالوكس 698 نسمة عام 2011 (وفقاً للمعهد الوطني للإحصاء الإسباني).
| 507 | 590 | 656 | 698 | 722 | 758 | 698 |